# Irbit (rzeka)
Irbit (ros. Ирбит) – rzeka w azjatyckiej części Rosji, znajdująca się na terenie obwodu swierdłowskiego, w dorzeczu rzeki Tury.

## Charakterystyka
Rzeka przepływa przez terytorium obwodu swierdłowskiego, a łączna jej długość wynosi 171 kilometrów. Powierzchnia jej dorzecza wynosi 5640 kilometrów kwadratowych, a sam Irbit uchodzi do rzeki Nica. Źródła Irbitu znajdują się w okolicy wsi Suchoj Łog, a następnie płynie w kierunku północno-wschodnim pomiędzy dwoma rzekami Pyszmą i wspomnianą Nicą, do której ostatecznie uchodzi. W swym górnym biegu przepływa głównie przez tereny zalesione. 
Najważniejszą miejscowością leżącą nad rzeką jest miasto Irbit, które nosi tę samą nazwę. W hydrologicznym rejestrze Federacji Rosyjskiej otrzymała numer 111200697.